# Мирний (Владимирська область)
Мирний (рос. Мирный) — селище у Камєшковському районі Владимирської області Російської Федерації.
Входить до складу муніципального утворення Второвське сільське поселення. Населення становить 611 осіб (2010).

## Історія
Населений пункт розташований на землях фіно-угорського народу мещери.
Від 1940 року належить до Камєшковського району. Спочатку у складі Івановської області, а від 1944 року — Владимирської області.
Згідно із законом від 11 травня 2005 року входить до складу муніципального утворення Второвське сільське поселення.

## Населення
| 2002 | 2010 |
| ---- | ---- |
| 761  | ↘611 |